# جشمة تشنارتنغ سرخ (سررود الجنوبي)
جشمة تشنارتنغ سرخ (بالفارسية: چشمه چنارتنگ سرخ) هي قرية تقع في إيران في قسم سررود الجنوبي الريفي.